# Antonio Brunelli II
Antonio Brunelli II (... – Milano, 1842) è stato un organaro italiano.

## Biografia
Antonio Brunelli II è l'esponente massimo di una dinastia di organari, quella dei Brunelli, che fu attiva inizialmente in Piemonte, già dalla prima metà del '600, e poi a Milano. Il capostipite della famiglia fu il piemontese Carlo Brunelli, poi il figlio Massimo o Massimiliano. Degli aspetti biografici dell'organaro non si sa molto: si possono stabilire solo alcuni aspetti della sua vita lavorativa. Grazie a una circolare a stampa degli anni '40 dell'Ottocento, sappiamo che il laboratorio dei Brunelli era a Milano in Piazza Fontana 9 e oltre che a essere i curatori dei principali organi delle chiese di Milano (fu manutentore degli organi del Duomo dal 1811 al 1823), ricoprivano anche la carica di maestri di cappella nella Chiesa di S. Babila a Milano. Gli organi che vennero costruiti da Antonio Brunelli sono tra Milano e la provincia.

## Alcune opere
- Limbiate, 1809
- Gorgonzola
  - Chiesa Prepositurale dei Ss. Mm. Protaso e Gervaso, 1822 (perduto)
- Milano
  - Chiesa di S. Maria al Paradiso, 1827
  - Chiesa di S. Antonio Abate, 1832
- Poasco
  - Chiesa di S. Maria Assunta, 1838